# HD211838
HD211838 — хімічно пекулярна зоря спектрального класу
B8 й має  видиму зоряну величину в смузі V приблизно  5,4.
Вона  розташована на відстані близько 743,0 світлових років від Сонця.

## Пекулярний хімічний склад
HD211838 належить до ртутно-манганових зір й її зоряна атмосфера має підвищений вміст Hg та Mn.